# A Doctored Affair
A Doctored Affair è un film muto del 1913 diretto da Mack Sennett con Fred Mace e Mabel Normand.

## Produzione
Il film fu prodotto dalla Keystone

## Distribuzione
Il film uscì nelle sale il 27 febbraio 1913 programmato in split-reel insieme a un altro cortometraggio, A Red Hot Romance.